# Costacabana
Costacabana es una localidad y pedanía del municipio de Almería (Andalucía-España) situado en la costa a 6 km al este del núcleo principal, junto al Aeropuerto de Almería y a 2 km de la Universidad de Almería. En 2014 contaba con 1209 habitantes (INE).

## Geografía física
Este núcleo urbano se desarrolla a lo largo de 1350 m de playa y en su desarrollo urbanístico distinguimos tres pequeños zonas: El Charco, la parte más occidental; Costacabana Centro o Costacabana la Vieja, la parte central y La Algaida, la parte más oriental.

### Clima
El clima es mediterráneo con temperaturas suaves durante todo el año que oscilan entre los 16 y 8 °C de enero y los 35 °C y 25 °C de agosto. A veces en los meses de verano sube la temperatura hasta superar los 38 °C. Los inviernos son suaves y los veranos calurosos. Con una media de 2990 horas de sol y 106 días despejados al año, es una de las ciudades más soleadas de Europa. La temperatura media anual es de 19,7 °C y la de sus aguas en los meses de invierno (unos 17 °C) es más cálida que la del aire (16,5 °C). La humedad media es del 66%, con un promedio de 26 días de lluvia anuales, siendo noviembre el mes más lluvioso. Esto resulta en una pluviometría media de 196 mm, una de las más bajas de España y de Europa. En ocasiones se han producido lluvias torrenciales, estando documentadas inundaciones catastróficas en 1879 y 1891.
La vegetación se corresponde con bosque mediterráneo de encinas, almeces y retamas.

## Historia
El pueblo de Costacabana surge en la década de los años 1970 como un proyecto de promoción inmobiliario lanzado por Karl Josef Hanfland atrayendo inversores británicos y alemanes. Sus casas eran amplias y de planta baja. La mayoría de los nombres de las calles de Costabana Centro aún siguen siendo ingleses.
Era una urbanización privada, no dependía del Ayuntamiento de Almería, y por consiguiente no había servicio de alcantarillado y cada casa tenía un pozo negro. Los vecinos pagaban una cuota anual para el mantenimiento de la urbanización y el pago del agua que se obtenía de un pozo. Lo que actualmente es el paseo marítimo era entonces un cañaveral.
Fue a partir de los años 1980 cuando algunos propietarios empezaron a vender sus casas y la colonia española empezó lentamente a reemplazar a la inglesa.
Años más tarde se construyeron El Charco y La Algaida.
A finales de los años 1990 Costacabana pasó a depender del Ayuntamiento de Almería y se urbanizó, dotando a la pedanía de servicio de alcantarillado y se construyó el paseo marítimo.
Con el paso de los años la población ido envejeciendo, las casas blancas han sido sustituidas por casas más funcionales de dos alturas usadas como primera residencia y debido a la cercanía del aeropuerto de Almería se ha mantenido un sistema de edificaciones que no supera las dos alturas y que no puede crecer hacia su parte norte evitándose así la masificación.

## Demografía
| Gráfica de evolución demográfica de Costacabana entre 2000 y 2014 |
|                                                                   |
| Datos según el nomenclátor publicados por el INE.                 |

## Servicios públicos

### Educación
La urbanización no consta de centros educativos propios. Para educación infantil y primaria los niños pueden ir al CEIP Ferrer situado cerca del Parque El Boticario en la La Cañada de San Urbano o al Colegio Torremar de El Toyo. Para cursar estudios de Secundaria los alumnos van al IES Sol de Portocarrero, que se encuentra en un recinto anexo al Aeropuerto de Almería o al IES El Alquián, de esta misma localidad.

### Sanidad
Los vecinos tienen su centro de salud en La Cañada.
Algunas consultas de especialistas se derivan al Hospital de Alta Resolución del Toyo, donde también se realiza servicio de Urgencias. También en el Centro Vecinal de Costacabana se habilita un consultorio donde se realizan curas y extracciones[cita requerida].

### Servicios de playa

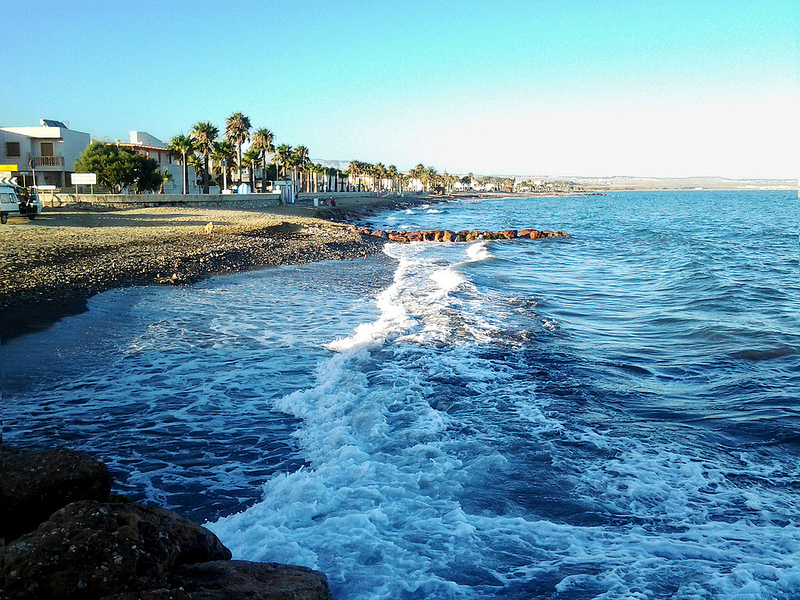
Perspectiva de Costacabana desde la playa.

La playa tiene servicio de socorrista, un tramo de playa adaptado para discapacitados, aseos y duchas. Sin embargo el servicio de socorrista incluye dos personas en un único puesto de socorro el cual se ubica en la zona de El Charco por lo que no es de mucha ayuda para los habitantes de Costacabana Centro y La Algaida. Además los aseos son portables y solo están disponibles durante el verano. Las duchas hace unos años funcionaban correctamente pero durante 2013 algunas se hundieron debido a que la arena sobre la que estaban asentadas había sido tragada por el mar y los tubos de suministro de agua, antes enterrados en la arena, quedaron al descubierto y durante el invierno los temporales pronto los estropearon. A pesar de las protestas vecinales las duchas siguieron en un estado lamentable y sin suministro de agua durante todo el verano de 2014.como indica el periódico digital "Almería 360". Archivado el 9 de febrero de 2015 en Wayback Machine.
A pesar de haberse completado la remodelación de la playa mediante espigones y relleno con arena, a fecha de abril de 2019, siguen produciéndose vertidos de aguas fecales sin filtrar al Mar Mediterráneo a través de una tubería llamada "emisario"; hechos ampliamente denunciados por los vecinos de Costacabana y la plataforma "StopVertidosCostacabana". https://www.facebook.com/StopVertidosCostacabana

## Comunicaciones

### Transporte urbano
La localidad está comunicado mediante el transporte urbano con el centro y otros puntos de la ciudad. A ella llega la línea 18 que comunica el Hospital Torrecárdenas y el centro con los barrios del Zapillo y Nueva Almería llegando hasta la pedanía de Costacabana.
|                                                                                      | Surbus Ir a la base de datos | Surbus Ir a la base de datos | Surbus Ir a la base de datos | Surbus Ir a la base de datos | Surbus Ir a la base de datos |
| Línea                                                                                | Trayecto                     | Horario 1 Laborables         | Horario 2 Sábados            | Horario 3 Festivos           | Frecuencia 1/2/3             |
| ------------------------------------------------------------------------------------ | ---------------------------- | ---------------------------- | ---------------------------- | ---------------------------- | ---------------------------- |
|                                                                                      | Centro-Costacabana           | 6:55 a 22:40                 | 7:10 a 22:40                 | 7:10 a 22:10                 | 20´/30´/ 60´                 |
|                                                                                      | Circular Levante             | 6:40 a 21:57                 | (sin servicio)               | (sin servicio)               | 90'/SS/SS                    |
| - La frecuencia y el horario se refire a: Laborables / Sábados / Domingos y festivos |                              |                              |                              |                              |                              |

Estos datos no son válidas para la temporada de la Feria de Almería, pues las líneas son modificadas para que se dirijan todas al recinto ferial.

### Carreteras

Carreteras del municipio de Almería.

Desde la ciudad de Almería se puede acceder a Costacabana por dos rutas.
Una es la ruta de la costa que comienza en la avenida Cabo de Gata y continúa por la A-3202, carretera costera que pasa por la Universidad de Almería y llega hasta la avenida Marinera por el Charco en la parte occidental de la urbanización.
La segunda es tomando la autovía AL-12 hasta la salida 4, hacia La Cañada de San Urbano y posteriormente tomando las carreteras N-344a y A-3113.

## Monumentos

### Torre de El Perdigal
La torre del Perdigal está situada a 3 km de la urbanización por la carretera del Aeropuerto de Almería (A-3113).
Se trata de una torre vigía que fue construida en el siglo XVI y que formaba parte de un sistema defensivo del territorio frente a los ataques turcos y berberiscos. Durante la Guerra Civil sirvió como refugio antiaéreo ante los bombardeos sufridos por parte de los alemanes.
A pesar de estar en abandono se encuentra en buen estado y se puede acceder libremente.
Se encuentra bajo la protección de la Declaración genérica del Decreto de 22 de abril de 1949, y la Ley 16/1985 sobre el Patrimonio Histórico Español. En 1993 la Junta de Andalucía otorgó reconocimiento especial a los castillos de la Comunidad de Andalucía.

## Cultura

### Fiestas y eventos

#### Fiestas patronales
Las fiestas de esta localidad son en honor de Nuestra Señora la Virgen de Costacabana. Son tres o cuatro días de festejos, empezando cada jornada con una chocolatada y finalizando la misma con música y atracciones. Durante el día se realizan todo tipo de actividades para pequeños y mayores incluyendo Feria del Mediodía. Destacan la Cabalgata y la Procesión del 15 de agosto.

#### Noche de San Juan
La Noche de San Juan es una festividad muy antigua en la que se celebra la llegada del solsticio de verano en el hemisferio norte. Se celebra en la playa encendiendo hogueras a medianoche.
Las hogueras de Cabo de Gata, junto con las de El Zapillo en la capital, son de las más concurridas y se acompañan con comida, bebida y música. A medianoche tiene lugar el baño y los fuegos artificiales. El día siguiente es fiesta local en el municipio.

## Deportes

### Instalaciones deportivas

#### Complejo Deportivo de Costacabana - Club Jairán
Se encuentra en la calle Garona s/n y cuenta con dos pistas polideportivas en las que se puede practicar baloncesto, balonmano y fútbol sala; dos pistas de tenis, una piscina cubierta de 25 metros y dos zonas de servicios, así como una cafetería. Pertenece al Ayuntamiento de Almería, pero es de pago, ya que lo gestiona el Club Natación Jairán.

## Ocio y turismo

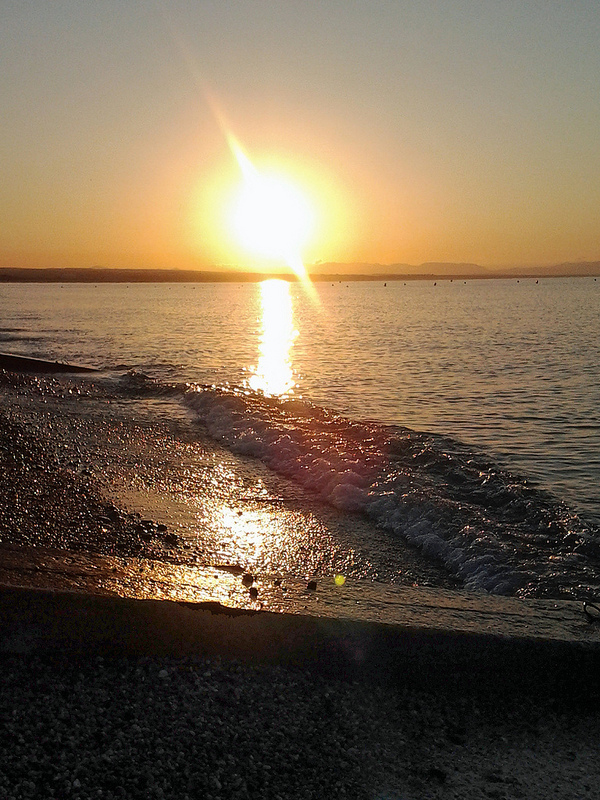
Amanecer desde Costacabana

### Playas
A la playa de Costacabana se accede desde la propia urbanización.
En el 2008 la playa tenía una anchura de 30 m pero en 2014 se ha reducido a 9 m en la zona más ancha debido a temporales y la progresiva erosión del litoral. En la zona de El Charco las olas chocan contra la escollera del paseo marítimo.
En 2014 se tramitó un plan de espigones para la playa adjudicado a una empresa para que hiciese diversos proyectos con un plazo de 18 meses y a finales de año el Ayuntamiento de Almería eligió una de las 5 propuestas y diseñó un proyecto que consiste en hacer un espigón curvo de 135 m de largo y 4 espigones rectos de 125 m, así como la aportación de 125 000 m³ de arena.
Este proyecto ha sido paralizado por la Junta de Andalucía debido a que el proyecto definitivo no incluye medidas que protejan las Praderas de Posidonia oceanica y que no incluye referencia a los materiales a emplear ya que se requiere que sean arena y grava de cantera de canteras en explotación actualmente y que sean elementos limpios (igual exigencia reciben las escolleras) según un artículo publicado por el  Diario de Almería el 29 de diciembre de 2014.
A partir de abril de 2015 comienzan las obras que consistirán en 5 espigones (uno de ellos curvo) y un aporte de arena de 125 000 m³. Con ello, la playa tendrá 70 m de ancho en su zona más ancha y 30 m en la más estrecha.

## Personajes destacados de Costacabana
- Manuel del Águila (1914-2006).
- José Moreno Huertas (1941-2014).